# Кулинчик, Викентий Васильевич
Вике́нтий Васи́льевич Кули́нчик (бел. Вікенцій Васільевіч Кулінчык; 12 апреля 1928, д. Великая Плиса, Смолевичский район, Минский округ, Белорусская ССР, СССР — 5 мая 2005, Жодино, Минская область, Белоруссия) — токарь-расточник Белорусского автомобильного завода Министерства автомобильной промышленности СССР (Минская область, Белорусская ССР). Герой Социалистического Труда (1966).

## Биография
Родился в 1928 году в семье железнодорожного рабочего в деревне Плисса (сегодня — Смолевичский район, Минская область). С 1944 года трудился разнорабочим на железной дороге. В 1946 году окончил школу ФЗО при торфопредприятии «Красное Знамя», получив специальность токаря. С 1948 года участвовал в строительстве Белорусского автомобильного завода в городе Жодино. Потом работал токарем, токарем-расточником второго участка механосборочного цеха № 2 этого же завода.
Постоянно повышал свою рабочую квалификацию. Ему первому доверили работать на координатно-расточном станке. Выполнял работы во время выпуска первой партии автосамосвалов БелАЗ-540.
Досрочно выполнил задания семилетки (1959—1965) и свои личные социалистические обязательства. Указом Президиума Верховного Совета СССР от 22 августа 1966 года удостоен звания Героя Социалистического Труда с вручением ордена Ленина и золотой медали «Серп и Молот».
Избирался членом Смолевичского районного комитета белорусской Компартии, депутатом Жодинского городского Совета народных депутатов, членом Белорусского республиканского комитета профсоюза работников машиностроения. Избирался делегатом XXVII съезда КПСС (1986), XIV съезда профсоюзов СССР (1968).
Почётный гражданин города Жодино (1972). В 1992 году вышел на пенсию. Скончался в 2005 году, в городе Жодино.